# Westport, Connecticut
Westport, kommun (town) i Fairfield County, Connecticut, USA med cirka 25 749 invånare (2000).